# ECall
eCall — європейська система автоматичного оповіщення про дорожні пригоди на автотранспорті, є проектом eSafety — ініціативи Європейської Комісії.
Метою проекту є зменшення на 2500 летальних випадків під час дорожніх інцидентів. До 2015 р. планується зобов'язати виробників автотранспорту почати встановлення системи на нових авто. На відміну від вже існуючих подібних систем («Volvo On Call», «Peugeot Connect SOS») та завдяки європейській системі 112 (Е112) планується забезпечення функціювання системи на всій території Європейського Союзу.

## Технічні характеристики
Система спрацьовує при дорожньо-транспортній пригоді (автоматично чи в ручному режимі) та відправляє до місцевої центру екстреної служби 112 пакет інформації, так званий eCall, який включає в себе мінімальний набір даних: дата та час активації, географічні координати, курс, дані про транспортний засіб та провайдера зв'язку, eCall-Qualifier — дані про тип виклику (автоматичний чи ручний). Одночасно автоматично встановлюється телефонний зв'язок з салоном авто. Також можлива передача додаткової інформації з бортового комп'ютеру машини.